# Paul Schulz (nhà UFO học)
Paul Schulz (8 tháng 7 năm 1925 – 25 tháng 2 năm 2013) là nhà lý luận chính trị và nhà nghiên cứu UFO người Đức theo trường phái Posadist, từng góp công dịch nhiều tác phẩm của Juan Posadas sang tiếng Đức cũng như xuất bản một số tác phẩm của riêng ông về chủ nghĩa Posadas bí truyền, bao gồm cả tờ báo chính trị của riêng mình mang tên Gesellschaftsreform jetzt! (Cải cách Xã hội Ngay!). Schulz được cho là người đã thành lập và lãnh đạo Đảng Cộng sản Posadist của Đức nhưng không thành công.

## Tiểu sử
Schulz sinh ra với cha mẹ là người Do Thái ở Berlin, Weimar nước Đức vào ngày 8 tháng 7 năm 1925. Cuộc hôn nhân của cha mẹ ông sau này ngay từ đầu được mô tả là "thảm họa", điều này đã góp phần định hình nên con người của Schulz.
Khi mới 13 tuổi, Schulz cùng cha mẹ trốn sang Argentina để thoát khỏi sự đàn áp của chế độ Đức Quốc Xã. Ở Argentina, Schulz về sau có dịp làm quen với nhà cách mạng theo chủ nghĩa trotsky Juan Posadas, mà ông tuyên bố có mối liên hệ sâu sắc và được coi là "một người đàn ông thực sự vĩ đại". Posadas đã mang lại ý nghĩa cho cuộc đời của Schulz, cứu giúp ông thoát khỏi sự cô đơn và chứng trầm cảm. Schulz trở thành một chiến binh quá khích của Đảng Công nhân và Grupo Cuarta Internacional (GCI) dưới sự chỉ đạo của Posadas.
Từ năm 1959 đến năm 1961, Schulz cùng với hai chiến binh quá khích khác được Posadas cử đến thành phố Kentira của Morocco nhằm yểm trợ Michel Pablo, nhân vật đã biến cả một đồn điền trồng cam quýt thành một nhà máy sản xuất vũ khí bí mật được xây dựng để cung cấp cho Mặt trận Giải phóng Dân tộc trong cuộc đấu tranh giải phóng dân tộc Algeria chống lại thực dân Pháp.
Schulz trở lại Tây Đức vào cuối năm 1969 rồi quyết định tạm thời định cư ở Frankfurt và vào làm thợ luyện kim cho hãng Opel. Trong suốt thời gian này, Schulz từng tham gia hoạt động công đoàn. Sau khi nghỉ hưu, Schulz chọn định cư ở Treptow, Đông Berlin, cùng với vợ mình là Eva-Marie Wanke thuê một căn hộ. Ngay tại căn hộ của mình, Schulz cho lập một cửa hàng in ấn và đóng sách, mà ông đích thân chấp bút viết, in và đóng sách, tạp chí và tài liệu quảng cáo rồi cố gắng đem ra bán ở các khu chợ tại Berlin. Schulz và vợ bèn dọn sang Berlin-Neukölln vào năm 2007.
Schulz từng tham gia ban tiếng Đức của Đệ Tứ Quốc tế Posadist (tiếng Đức: Deutsche Sektion der IV. Internationale Trotzkisten-Posadisten), một nhóm nhỏ gồm khoảng 30 thành viên ở Frankfurt, người phát ngôn của nhóm này là cựu thành viên Đảng Cộng sản Đức Harald Grünberg. Nhóm này tách ra sau cái chết của Posadas vào tháng 5 năm 1981. Grünberg về sau chuyển sang làm việc cho tổ chức The Left Party.PDS.
Cái chết của Posadas vào năm 1981 được cho là đã khiến đời sống của Schulz tan vỡ vì ông mất đi các kỹ năng xã hội cơ bản và cuộc hôn nhân của ông sẽ "tan rã", khiến ông lại rơi vào trạng thái trầm cảm. Năm 1983, ở tuổi 58, Schulz cho biết đã trải qua một sự thức tỉnh, bắt đầu nghe thấy giọng nói của người ngoài hành tinh và viết về một "sự thay đổi đột ngột" trong tính cách cũng như quan điểm của ông khi trở về từ Mỹ Latinh vào đầu năm đó.
Schulz qua đời vì mắc chứng nhiễm trùng đường hô hấp dưới vào ngày 25 tháng 2 năm 2013 ở tuổi 87. Thi hài của ông được gia đình chôn cất tại St. Thomas Friedhof ở Berlin-Neukölln vào ngày 8 tháng 3 năm 2013.

## Tín ngưỡng
Sau quá trình thức tỉnh, Schulz bắt đầu tìm đến các tác phẩm của Billy Meier hòng giải thích những trải nghiệm của mình. Meier dạy rằng một chủng tộc ngoài hành tinh tiên tiến và nhân từ gọi là người Plejaren sẽ tiến hành việc truyền tải tới vài trăm người có khả năng hiểu rõ và phổ biến thông điệp của họ. Schulz, vốn từng có kinh nghiệm nghe thấy giọng nói, tin chắc rằng mình là một phần của nhóm nói trên. Trong cuốn sách năm 2001 có nhan đề Die offizielle Kontaktaufnahme einer außerirdischen Zivilisation mit uns Erdlingen steht nahe bevor, Schulz đã tóm lược thông điệp của chủng tộc này. Theo lời ông kể, có 40.353.607 chủng tộc hình người trong vũ trụ, tất cả cùng chung sống hòa bình, riêng trong Dải Ngân Hà có tới 7,5 triệu chủng tộc tồn tại. Schulz cho biết con người được lai tạo thành những chiến binh cho một cuộc xung đột cổ xưa trong chòm sao Sirius vốn đã kết thúc từ lâu, họ là những kẻ man rợ được biến đổi gen có tuổi thọ ngắn hơn mười lần so với người tạo ra chúng. Theo Schulz, Trái Đất là một "hành tinh chiến tranh", là hành tinh duy nhất xảy ra nhiều cuộc chiến tranh như vậy trong suốt 10.000 năm qua.
Schulz tin rằng cuộc đời của ông được cấu trúc thành ba "Giai đoạn Vũ trụ" nhằm chuẩn bị cho bản thân ông có đủ sức giúp đỡ Meier đưa nhân loại tiến vào nhận thức vũ trụ. Giai đoạn đầu tiên là sự trỗi dậy của Hitler, biến ông trở thành một người chống phát xít và chuyển đến Argentina. Giai đoạn thứ hai là Schulz trở thành chiến binh quá khích của nhà xã hội chủ nghĩa duy nhất là Posadas để hiểu rằng "sự sống trên Trái Đất sẽ phải liên kết với Vũ trụ để tiếp tục". Giai đoạn "thứ ba" là sự thức tỉnh của Schulz để rồi về sau ông cam kết truyền tải kiến thức về một quyền năng cao hơn nữa.
Trong các bài viết của mình, Schulz kết hợp niềm tin bí truyền của mình với phân tích của chủ nghĩa Posadas và chủ nghĩa Marx. Một trong những động lực chính thúc đẩy những tác phẩm và niềm tin của Schulz là ý tưởng cho rằng nhân loại đang đối mặt với mối đe dọa hiện hữu về sự tự hủy diệt mà cần phải ngăn chặn bằng mọi giá. Ông cũng là người luôn tin vào một hình thức tái sinh. Schulz tin tưởng rằng Maarten Dillinger chính là hóa thân của Karl Marx.

## Ảnh hưởng
Schulz, cùng với Dante Minazzoli, phần lớn được công nhận là người đã truyền tải mạnh mẽ chủ nghĩa bí truyền vào tư tưởng Posadist, biến nó thành hình ảnh tượng trưng mang đậm tính "biếm họa" mà chủ nghĩa Posadas được biết đến rộng rãi ngày nay. Mặc dù Minazzoli và Schulz có thể chưa bao giờ liên lạc với nhau nhưng kết luận của họ thì giống nhau, tuy Schulz khác ở chỗ những khẳng định của ông hoàn toàn nằm trong lĩnh vực mặc khải linh thiêng và giống với những lời thuyết giáo hơn là những lời dạy bảo của chủ nghĩa Marx.
Bài báo "Trots in Space" đăng trên tờ Fortean Times của Matthew Salusbury xuất bản năm 2004, đã phỏng vấn Schulz đóng vai trò như một trong những nguồn tài liệu chính của ông trong bản hồi tưởng đầu tiên bằng tiếng Anh viết về phong trào Posadist từ một nguồn tài liệu không theo chủ nghĩa Trotsky.
Billy Meier và tổ chức của ông chưa bao giờ đáp lại thư từ và đề nghị thường xuyên của Schulz. Werner Grundmann, một người bạn của Schulz, bị ảnh hưởng mạnh từ những lời dạy bảo của Schulz và thề sẽ tiếp tục công việc của Schulz sau khi ông qua đời.

### Ấn phẩm
Schulz xuất bản tạp chí ra hai tháng một lần mang tên Gesellschaftsreform jetzt! (Cải cách Xã hội Ngay!) từ năm 1990 đến năm 2005, mà theo lời ông kể lại thì đây là công việc hoàn toàn do một mình ông làm.
Ngoài các tác phẩm của riêng mình, Schulz còn xuất bản bản dịch tiếng Đức các tác phẩm của Juan Posadas.
Schulz cho xuất bản tất cả các tác phẩm và bản dịch thông qua nhà xuất bản riêng của mình gọi là Edition Wissenschaft, Kultur und Politik.

## Ấn phẩm chọn lọc
- Der Ursprung unserer Welt und Menschheit außerirdische Intelligenzen informieren uns, 1995
- Die offizielle Kontaktaufnahme einer außerirdischen Zivilisation mit uns Erdlingen steht nahe bevor, 2001
- Woher kommen wir? Wohin gehen wir?: und währenddessen: Wie verhindern wir die Selbstzerstörung unserer Welt und Menschheit?, 1997, ISBN 9783926426413